# Johnny Kuhr
Johnny Kuhr (født 18. november 1957 i Vejle, død 30. juli 2014) var en dansk fysioterapeut, som var formand for fagforbundet Danske Fysioterapeuter fra 2000 til 2012. 
Kuhr blev uddannet fysioterapeut i 1982 og arbejdede derefter på Frederiksborg Amts Sygehus i Hillerød og på Klinik for Fysioterapi i Taastrup. Johnny Kuhr drev fra 1983 Klinik for Fysioterapi i Hinnerup og fra 1984 desuden Klinik for Fysioterapi i Langå med tilhørende træningscentre. Fra 1991 var han tillige tillige ansvarshavende redaktør for Fysioterapeuternes Temablad. I 2004 afsluttede han en MPA ved Copenhagen Business School.
Hans faglige virke begyndte som formand for fraktionen af Klinikker for Fysioterapi i Danske Fysioterapeuter 1991-1999. I 1996 blev han desuden medlem af forbundets hovedbestyrelsen. Fra 2000 var han forbundets formand, indtil han i oktober 2012 måtte trække sig som følge af en malign tumor i hjernen. Under hans formandskab etableredes et forskningsmiljø og en kandidatuddannelse i fysioterapi på Syddansk Universitet, hvilket Danske Fysioterapeuter bidrag til. 
Gennem en årrække var han desuden medlem af hovedbestyrelsen i Gigtforeningen, bestyrelsesformand for den selvejende institution Skodsborgs Fysioterapiskoles Fond, næstformand for Praksisfonden vedr. fysioterapi til udvikling, forskning og efteruddannelse under Amtsrådsforeningen, næstformand i forhandlingsudvalget for sygesikringsoverenskomsten og næstformand i Landssamarbejdsudvalget for sygesikringsområdet under Amtsrådsforeningen. Fra 2008 til 2009 var han desuden næstformand og fungerende formand for Sundhedskartellet.